# Indijci
Indijci je politična oznaka za skupino ljudi, ki živi na področju Indije.
Samo prebivalstvo Indije sestavlja več kot deset etničnih skupin, kar je posledica preseljevanj in konfliktov na tem področju.